# 胡良生
胡良生（1823年—20世纪1900年后），字石波，順天府大興縣人，原籍安徽懷寧。清朝地方官。
以監生，遵例報捐布經歷捐分四川試用。同治五年（1866年），到四川省。奉差到黔克復貴州永甯八寨城池案內出力保奏。同治十一年（1872年）三月初一日，奉上諭著免補本班，以知縣仍留四川補用。光绪九年（1883年），丁父憂回籍。光緒十二年（1886年），起復田省補授候補同知崇慶州知州。光緒十八年（1892年），署四川天全州知州；光緒二十三年（1897年）九月，調崇慶州知州，时年五十五岁（虚岁）。光緒年间，署四川省順慶府鄰水縣知縣。光緒二十六年（1900年），在崇慶州知州任上丁艱。
庚子國變後，胡良生賣畫生活。